# Tito Okello
Tito Okello (1914–1996) byl ugandský důstojník a politik. V letech 1985–1986 zastával funkci prezidenta Ugandy.

## Státní převrat
V červenci 1985 stanul spolu s Baziliem Olara-Okelou a Titem Lutwou Okelou v čele povstání, které svrhlo prezidenta Miltona Oboteho. Po převratu po dobu šesti měsíců zastával funkci prezidenta Ugandy a to až do doby, kdy jej této funkce zbavila Armáda národního odporu, které velel Yoweri Museveni. Museveni se stal prezidentem a Okello odešel do exilu do Keni. V exilu zůstal do roku 1993. V tomto roce mu Museveni udělil amnestii a Okello se mohl vrátit do Kampaly. Zemřel o tři roky později dne 3. června 1996 ve věku 81 let.